# Vilim I., bulonjski grof
Vilim I. (oko 1137. – 11. listopada 1159.) bio je sin engleskog kralja Stjepana i kraljice Matilde te bulonjski grof. Također, Vilim je bio grof Surreya jure uxoris (po pravu svoje supruge).
Godine 1148., Vilim se oženio Izabelom de Warenne. Vilimov je otac bio u sukobu s caricom Matildom tijekom perioda zvanog „Anarhija“. Nakon smrti svoga brata Eustahija IV., Vilim je postao bulonjski grof, dok je kralj Stjepan umro 1154. te ga je naslijedio Henrik, sin carice Matilde.
Izabela i Vilim nisu imali djece te je Vilima naslijedila njegova sestra Marija.